# REDengine
REDengine је покретач игре направљен самостално од стране CD Projekt RED. Дизајниран је искључиво за CD Projekt RED-ове не линеарне видео игре.

## Карактеристике
REDengine је портабилан и на 32 и на 64 битним софтверским платформама и тренутно ради на Windows, иако је најновија верзија — представљена као "REDengine 3" — дизајнирана искључиво за 64-битне софтверске платформе. REDengine се први пут користио у The Witcher 2: Assassins of Kings за Microsoft Windows. REDengine 2, побољшана верзија REDengine коришћена је у The Witcher 2, која такође ради на Xbox 360 као и на OS X и Linux, како год ови портови су направљени користећи компатабилни слој сличан Wine званом eON. REDengine 3, 64-битна ажурирана верзија (погледајте REDengine 3 дискусију доле), ће такође радити PlayStation 4 и на Xbox One
REDengine дозвољава креаторима игре да направе комплексне, не линеарну линију приче коју претходни покретач игре није могао да направи сем да принуди свет саме игре Пре стварања REDengine, RPG развојни тимови ослањао се на покретач игре који је приморавао на уступке током развоја. Са старијим покретачима игара, развојни тимови нису могли да направе, огромни отворени свет о трошку поједностављености линеарне приче или, с друге стране, сложену нелинеарну причу на рачун стварања ограниченог виртуелног света.

## Верзије

### REDengine 2
REDengine 2, је користио посредника Havok-а за физику, Scaleform GFx за UI или FMOD за аудио. Покретач је коришћен за Xbox 360 портовање The Witcher 2.

### REDengine 3
Недавно CD Projekt RED је побољшао оригиналну верзију  REDengine, прикладно названу "REDengine 3". Дизајнирана да ради искључиво само на 64-битним платформама, CD Projekt RED је направио REDengine 3 у сврху развоја отвореног света унутар простора видео игре, као што су The Witcher 3: Wild Hunt и Cyberpunk 2077.
REDengine 3 користи 64-битну прецизност модерног персоналног рачунара, допуштајући бољи квалитет графике са високо динамичним дометом рендеровања. Осим тога, уводи побољшања у изразима фаца, као и друге компјутерске анимације. Светлосни ефекти више не пате од смањења контраста. REDengine 3 такође подржава волуметријске ефекте који ће омогућити напредно реднеровање облака, измаглица, магла, дима и других ефеката честица. Такође омогућене су напредне текстуре ултра високе резолуције и мапирање, као и динамичка физика и напредни дијалог система имитације.
REDengine 3 има флексибилан рендеринг систем припремљен за одложену или напредну графичку проточну обраду. Резултат је широк спектар "cinematic" ефеката, укључујући "bokeh depth-of-view", разврставање боја и бљесака повезани са вишеструким осветљењем.
Теренски систем у REDengine 3 користи теселацију и слојеве варирајућих материјала, који се могу лако помешати.

## Игре које користе REDengine
| Назив                                              | Година      | Платформа                        |
| REDengine 1                                        | REDengine 1 | REDengine 1                      |
| -------------------------------------------------- | ----------- | -------------------------------- |
| The Witcher 2: Assassins of Kings                  | 2011        | Windows, OS X                    |
| REDengine 2                                        |             |                                  |
| The Witcher 2: Assassins of Kings Enhanced Edition | 2012        | Windows, Xbox 360, OS X, Linux   |
| REDengine 3                                        |             |                                  |
| The Witcher 3: Wild Hunt                           | 2015        | Windows, PlayStation 4, Xbox One |
| REDengine 4                                        |             |                                  |
| Cyberpunk 2077                                     | 2020        | Windows, PlayStation 4, Xbox One |